# Staatssymbole Tschechiens
Die Staatssymbole Tschechiens sind im Gesetz Nr. 3/1993 Sb. über die Staatssymbole der Tschechischen Republik festgelegt. Tschechien führt sieben Staatssymbole: das Große Staatswappen, das Kleine Staatswappen, die Staatsfarben, die Staatsflagge, die Standarte des Präsidenten der Republik, das Staatssiegel und die Nationalhymne.
- Das Große Staatswappen (velký státní znak) ist geviert. Im ersten und vierten Feld wird ein steigender silberner doppelschwänziger gold bewehrter Löwe mit goldener Blätterkrone auf Rot für Böhmen gezeigt. Im zweiten blauen Feld ein rot-silber geschachteter gold bewehrter Adler mit goldener Blätterkrone für Mähren. Im dritten goldenen Feld ist ein schwarzer rot bewehrter Adler mit silbernem Kleestängel mit Kreuz und mit goldener Blätterkrone für Schlesien.

- Das Kleine Staatswappen (malý státní znak) bildet einen gold bewehrten aufgerichteten silbernen doppelschwänzigen Löwen mit goldener Blätterkrone auf Rot ab und ist identisch mit dem traditionellen böhmischen Wappen.

- Die Staatsfarben (státní barvy) sind Weiß, Rot und Blau in angegebener Reihenfolge.

- Die Staatsflagge Tschechiens (státní vlajka) besteht aus einem weißen oberen und einem roten unteren horizontalen Balken, zwischen welche am Schaft ein blauer Keil bis in die Hälfte der Länge eingefügt ist. Das Seitenverhältnis ist 2:3.

- Die Standarte des Präsidenten der Republik (vlajka prezidenta republiky) ist Weiß und hat einen Rand aus abwechselnd weißen, roten und blauen Flammen. In der Mitte des weißen Feldes ist das große Staatswappen. Unter ihm auf rotem Band mit gelben (goldenen) Lindenzweigen die weiße (silberne) Inschrift „PRAVDA VÍTĚZÍ“ (Die Wahrheit siegt).

- Das Staatssiegel (státní pečeť) bildet das große Staatswappen, das mit Lindenzweigen an den Seiten unterlegt ist, umrandet von der Aufschrift „ČESKÁ REPUBLIKA“ (Tschechische Republik).

- Die Nationalhymne (státní hymna) ist die erste Strophe des Liedes Kde domov můj von František Škroup und Josef Kajetán Tyl.

Großes Staatswappen
Kleines Staatswappen
Staatsfarben
Staatsflagge

Präsidentenstandarte
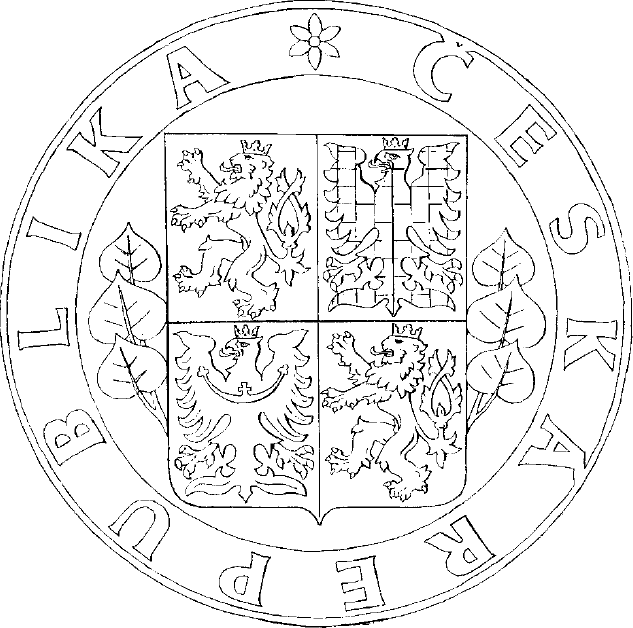
Staatssiegel
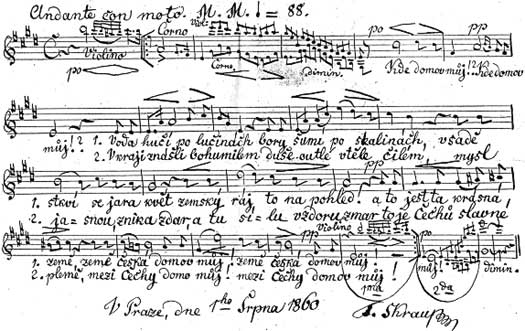
Nationalhymne